# Cigeľka
Cigeľka este o comună slovacă, aflată în districtul Bardejov din regiunea Prešov. Localitatea se află la altitudinea de 526 m deasupra n.m., se întinde pe o suprafață de 15,98 km2 și în 2017 număra 583 de locuitori. Se învecinează cu Frička, Wysowa-Zdrój⁠(d), Izby⁠(d), Blechnarka⁠(d), Vyšný Tvarožec, Nižný Tvarožec, Gaboltov și Petrová.

## Istoric
Localitatea Cigeľka este atestată documentar din 1414.

## Demografie
| An:                | 1994 | 2004    | 2014    | 2024    |
| ------------------ | ---- | ------- | ------- | ------- |
| Număr de persoane: | 360  | 466     | 556     | 620     |
| Diferență:         |      | +29,44% | +19,31% | +11,51% |

| An:                | 2023 | 2024   |
| ------------------ | ---- | ------ |
| Număr de persoane: | 611  | 620    |
| Diferență:         |      | +1,47% |